# Kambalny
Der Kambalny (russisch Камбальный) ist ein 2156 m hoher Stratovulkan in der Region Kamtschatka im russischen Fernen Osten.
Der Kambalny ist der südlichste Großstratovulkan auf der Halbinsel Kamtschatka. Bis 2017 hatte der einzige sicher nachgewiesene Ausbruch im 14. Jahrhundert stattgefunden. Am 24. März 2017 brach der Vulkan erneut aus und seitdem treten fast täglich Ascheeruptionen auf. Die Aschewolken erreichten eine Höhe von bis zu sieben Kilometern. Es wurde hauptsächlich Asche und wenig größeres Material ausgestoßen.